# Oak Park (Georgia)
Oak Park város az USA Georgia államában, Emanuel megyében. Lakosainak száma 512 fő (2020. április 1.).

## Népesség
A település népességének változása:
| Lakosok száma | 144  | 484  | 512  |
|               | 1910 | 2010 | 2020 |